# Communauté d'agglomération du Grand Nord de Mayotte
La communauté d'agglomération du Grand Nord de Mayotte est une communauté d'agglomération française, située dans le département et région d'outre-mer de Mayotte, qui a été créée le 31 décembre 2015.

## Historique
La communauté de communes du Nord de Mayotte a été constituée le 31 décembre 2015. Précédemment, les quatre communes membres n'appartenaient à aucun établissement public de coopération intercommunale à fiscalité propre.
Cette création, légalement obligatoire, a rencontré l'hostilité des communes d'Acoua, Bandraboua et Mtsamboro qui ont refusé de désigner leurs représentants communautaires. L'élection du premier président en février 2017, faite à l'initiative du maire de Koungou, est invalidée en octobre par le conseil d’État.
Les élections municipales et communautaires de 2020 ont permis l'élection de conseillers communautaires dans chacune des communes et la réunion du conseil communautaire.
Le 1er janvier 2021, la communauté de communes du Nord de Mayotte devient une communauté d'agglomération sous le nouveau nom de communauté d'agglomération du Grand Nord de Mayotte,.

## Territoire communautaire

### Géographie
Elle est située dans le nord de Grande-Terre, la principale île de Mayotte.

### Composition
La communauté d'agglomération est composée des 4 communes suivantes :

| Nom                | Code Insee | Gentilé | Superficie (km2) | Population (dernière pop. légale) | Densité (hab./km2) |
| ------------------ | ---------- | ------- | ---------------- | --------------------------------- | ------------------ |
| Bandraboua (siège) | 97602      |         | 32,11            | 13 989 (2017)                     | 436                |
| Acoua              | 97601      |         | 13,11            | 5 192 (2017)                      | 396                |
| Koungou            | 97610      |         | 28,41            | 32 156 (2017)                     | 1 132              |
| Mtsamboro          | 97612      |         | 16,41            | 7 705 (2017)                      | 470                |

## Administration

### Siège
Le siège de la communauté d'agglomération est situé à Bandraboua.

### Les élus
La communauté d'agglomération est administrée par le conseil communautaire qui est composé de 40 conseillers.
Ils se répartissent comme suit :
| Nombre de conseillers | Communes   |
| --------------------- | ---------- |
| 20                    | Koungou    |
| 12                    | Bandraboua |
| 5                     | Mtsamboro  |
| 3                     | Acoua      |

### Présidence
| Période      | Période      | Identité               | Étiquette | Qualité          |
| ------------ | ------------ | ---------------------- | --------- | ---------------- |
| février 2017 | octobre 2017 | Assani Bamcolo Saindou |           | Maire de Koungou |
| octobre 2017 | juillet 2020 | vacance                |           |                  |
| juillet 2020 | En cours     | Assani Bamcolo Saindou |           | Maire de Koungou |

### Compétences
Les compétences mises en commun ont été redéfinies à la suite de la transformation en communauté d'agglomération (article 4 des statuts).

### Régime fiscal et budget
Le régime fiscal de la communauté d'agglomération est la fiscalité professionnelle unique (FPU).